# جورج وليامز براون
جورج وليامز براون هو مؤرخ كندي، ولد في 3 أبريل 1894، وتوفي في 19 أكتوبر 1963.